# 浦賀道
浦賀道（うらがみち）は、浦賀へと到る東海道の脇往還（街道）である。保土ヶ谷宿と戸塚宿より延びる2本の道があり、三浦半島各地へ向かうための交通路として利用されていた。浦賀街道とも呼ばれる。

## 歴史
771年（宝亀2年）に武蔵国を編入するまで東海道は三浦半島から対岸の上総国へ抜けており、鎌倉～馬掘付近の経路は後の浦賀道（鎌倉道）と重なる。鎌倉時代には鎌倉から三浦半島へ通じる唯一の道として重要視されていた。また保土ヶ谷からの道は鎌倉時代に開かれたとされる。
江戸時代に入ると江戸湾口に位置する浦賀が発展し、街道の重要度も増していく。江戸湾に入る船舶の監視を行っていた下田奉行が享保5年（1720年）に浦賀へ移転すると、幹線道路として整備された。特に黒船来航など外国船がしばしば来訪した幕末は人馬の往来が盛んであった。
明治に入ると横須賀が軍港として発展し、横須賀鎮守府などへのアクセスに利用されるようになる。横須賀市街から北の区間は1879年（明治12年）に県道、1887年には国道45号に指定された。この道は1920年（大正9年）に国道31号、1952年（昭和27年）には現在の国道16号となっている。また1897年には横須賀から浦賀へ到る乗合馬車、1913年には乗合バス路線が開通した。
しかし海岸線が複雑な横須賀市内の区間では険しい山道となるなど不便であり、金沢と横須賀や浦賀を結ぶ海運も利用されていた。軍港が拡張されると横須賀が航路から外れるが、1889年に横須賀駅へ至る鉄道（現横須賀線）が開通し、主要な交通路となる。さらに1891年には地元の有力者により吉倉トンネル（現在の新逸見トンネル）が開通、大正期に入ると船越・浦郷・田浦と現在国道16号となっている道路トンネルの開通が相次ぎ、浦賀道はその役割を失っていった。現在も幹線道路となっている区間はほとんどない。ただ横須賀市はかつて道筋の一部に「横須賀古道散歩」と称する案内板を設置している。

## 地理
保土ヶ谷宿から東京湾側の六浦湊、横須賀を経由する道と戸塚宿から相模湾側の鎌倉、葉山を経由する道があり、前者の六浦以北は金沢道、また後者は鎌倉道とも呼ばれた。

### 保土ヶ谷より
保土ヶ谷宿からは東京湾側を南下する。金沢までは並行する京急本線や国道16号より内陸部を通過していた。なお、この付近の国道16号は現在横須賀街道と呼ばれている。六浦では鎌倉へ向けて朝夷奈切通を越え半島の付け根を横断する六浦道が接続した。
六浦から横須賀へは海岸線近くまで山地が迫る急峻な地形で、十三峠などの険しい峠道や尾根筋を越えて民家が並ぶ谷戸の間を結んだ。現在では国道が何本ものトンネルを抜けて走り、かつての道は宅地造成などで消滅している箇所も見られる。
現在の横須賀市中心街近くを過ぎると、県立大学駅付近から京急本線沿いに平地を進むようになる。このあたりは埋立てが行われる以前の海岸線近くであり、陣屋が設けられていた大津で戸塚・鎌倉方面からの道が合流する。馬堀から最後の難所となる矢の津坂を越えると浦賀へと到り、さらに三崎へと続く三浦往還が延びていた。

### 戸塚より
戸塚からは東海道本線、横須賀線と並行する経路をとり、鎌倉へと南下する。鎌倉の雪下（鶴岡八幡宮付近）では六浦道や藤沢宿、江ノ島へ向かう道が接続し、名越切通を抜けて葉山方面へと進む。葉山大道では引き続き相模湾側を南下し三崎へ向かう三崎道が分岐し、東へと進路を変える。その後は半島を横断し、衣笠駅付近を経由して大津で上記の経路に合流する。
鎌倉前後の切通しや半島中央部の三浦丘陵を越える道のりとなるものの、横須賀以北の山道を避けてかこちらの道が一般的だったようである。浦賀奉行も江戸との往来に利用したとされる。

## 宿場
宿場に相当する施設として人馬の継立てを行う継立場が設置されており、近隣の村は助郷に指定されていた。
- 金沢道（程ヶ谷宿から東京湾側の六浦湊、横須賀を経由する道）
  - 程ヶ谷宿（神奈川県横浜市保土ケ谷区）
  - 町屋村（神奈川県横浜市金沢区）
  - 横須賀村(神奈川県横須賀市)

- 鎌倉道（戸塚宿から相模湾側の鎌倉、葉山を経由する道）
  - 戸塚宿（神奈川県横浜市戸塚区）
  - 雪下村（神奈川県鎌倉市）
  - 小坪村（神奈川県逗子市）
  - 下平作村（神奈川県横須賀市平作付近）